# Sopwith Cuckoo
Sopwith T.1 Cuckoo (ang. Kukułka) – brytyjski samolot torpedowy z okresu I wojny światowej opracowany w zakładach Sopwith Aviation Company w 1917 roku. Był pierwszym w historii samolotem zdolnym operować z pokładów lotniskowców.

## Historia
Wiosną 1917 roku firma Sopwith Aviation Company przedstawiła nowy samolot Sopwith B.1, który miał zastąpić używany w roli bombowca Sopwith 1½ Strutter, ale ponieważ armia brytyjska nie potrzebowała nowego samolotu bombowego, ofertę kierowano głównie do francuskiego Aviation militaire. Napęd samolotu stanowił nowy silnik Hispano-Suiza o mocy 200 KM. Kabina pilota znajdowała się centralnie pod górnym płatem maszyny, a tuż za nią umieszczono zbiornik paliwa, a za nim znajdowała się komora bombowa z dostępem przez boczne drzwi ułatwiające załadunek na ziemi.
Podczas negocjacji ze stroną francuską doszło do nieporozumienia, gdyż okazało się, że nie ma zapotrzebowania na bombowiec, ale na dwumiejscowy samolot rozpoznawczy podobny zewnętrznie do B.1 Sopwith FR.2 będący w fazie projektowej. W związku z tym firma Sopwith Aviation Company postanowiła dopasować swój samolot do ogłoszonych jeszcze w listopadzie 1916 roku przez brytyjski Departament Lotnictwa Admiralicji wymagań na nowy samolot bombowy napędzany silnikiem Hispano-Suiza, Sunbeam lub podobnym. Podczas testowego lotu bojowego wykonanego 25 maja 1917 roku z bazy lotniczej w Dunkierce okazało się, że nowy bombowiec Sopwitha oznaczony jako N50 praktycznie nie różni się od dotychczas używanego Airco DH.4 w związku z czym zrezygnowano z wprowadzenia go do uzbrojenia. Próbowano przebudować B.1 na morski samolot rozpoznawczy dodając w miejsce komory bombowej drugą kabinę dla obserwatora, oraz składane skrzydła, ale bez znaczących rezultatów. Także dalsze prace rozwojowe nad wersją bombową nie zostały uwieńczone sukcesem.
Równolegle z wersją B.1 opracowano samolot torpedowy T.1, bardzo podobny zewnętrznie i napędzany tym samym silnikiem Hispano-Suiza, ale o większej o 1,9 metra rozpiętości skrzydeł, które mogły być składane dla zaoszczędzenia miejsca na lotniskowcu. Kabinę pilota przesunięto ku tyłowi kadłuba montująca pomiędzy nią a silnikiem zbiorniki paliwa, oleju i cieczy chłodzącej. Pierwszy lot testowy samolotu oznaczonego oficjalnie jako Samolot torpedowy Sopwitha N74 odbył się 2 sierpnia 1917 roku, a pierwsze testy z torpedą Mark IX odbyły się 19 stycznia 1918 roku. W tym samym czasie ze względu na kłopoty z dostawami silników Hispano-Suiza postanowiono zastosować inną jednostkę napędową Sunbeam Arab o tej samej mocy, a maszyna z tym silnikiem została oblatana 6 lutego tego samego roku.
Chociaż decyzję o rozpoczęciu produkcji seryjnej T.1 podjęto już jesienią 1917 roku, to obie firmy, którym zlecono produkcję maszyn, Fairfield Shipbuilding and Engineering Co. Ltd. (100 maszyn) i Pegler & Co. Ltd. (50 maszyn) nie posiadały doświadczenia w budowie samolotów, dlatego aby przyspieszyć dostawy zamówiono dodatkowe 50 samolotów w wytwórni Blackburn.
Pierwszym okrętem wyposażonym w samoloty Sopwith T.1 był HMS "Argus", który miał zaatakować przy pomocy startujących z jego pokładu maszyn, cumującą w porcie w Wilhelmshaven flotę niemiecką. Do ataku jednak nie doszło i samoloty torpedowe T.1 nie wzięły udziału w wojnie.
W grudniu 1918 roku, już po zawieszeniu broni w Compiègne, podjęto próby wymiany silnika na mniejszy i lżejszy Wolseley Viper również o mocy 200 KM. W tym samym czasie nadano maszynie oficjalną nazwę Cuckoo oznaczając samoloty z silnikiem Sunbeam Arab jako Cuckoo Mk. I, a z silnikiem Wolseley Viper jako Cuckoo Mk. II. Maszyny obu typów trafiły na wyposażenie jednostki szkolnej w East Fortune w której badano głównie zachowanie się torped zrzucanych z samolotów w celu optymalizacji ich konstrukcji, oraz opracowania taktyki i sposobu ich użycia.
W 1919 roku w celu poprawienia parametrów maszyny zamontowano w niej silnik Rolls-Royce Falcon III, a samolot z tym silnikiem oznaczono jako Cuckoo Mk.III.

## Użycie bojowe
Samoloty Sopwith T.1 Cuckoo znalazły się na wyposażeniu następujących jednostek:
- Training Depot Station No.201 w East Fortune – jednostka treningowa
- 185. Dywizjon na pokładzie HMS "Argus"
- 186. Dywizjon (później przemianowany na 210. Dywizjon)
- HMS "Furious" – kilka egzemplarzy
- jednostka badawczo-rozwojowa w Gosport
- 1. Eskadra Treningowa w Gosport

Ze względu na późne wejście do służby samoloty Sopwith T.1 Cuckoo nie wzięły udziału w żadnej akcji bojowej (wyłączając misje testowe) podczas I wojny światowej.